# Lijst van nummer 1-albums in de LP Top 20/Top 50 in 1974
Onderstaande albums stonden in 1974 op nummer 1 in de LP Top 20 en LP Top 50 de voorlopers van de huidige Media Markt Album Top 40. Vanaf 6 december 1969 werd de LP Top 20 eerst tweewekelijks en later, vanaf 18 september 1971, wekelijks samengesteld door Radio Veronica. Nadat Radio Veronica als zeezender verdween werd de LP Top 20 uitgebreid tot een LP Top 50 en vanaf 7 september 1974 samengesteld door de Stichting Nederlandse Top 40.
| Nummer | Datum        | Artiest                     | Titel                                      | Opmerking                 |
| ------ | ------------ | --------------------------- | ------------------------------------------ | ------------------------- |
|        | 5 januari    | geen LP Top 20 verschenen   | geen LP Top 20 verschenen                  | geen LP Top 20 verschenen |
| 41     | 12 januari   | Diverse artiesten           | 20 Flashback greats of the sixties         | Verzamelalbum             |
| 42     | 19 januari   | Wim Kan                     | Oudejaarsavond 1973                        |                           |
|        | 26 januari   | Wim Kan                     | Oudejaarsavond 1973                        |                           |
|        | 2 februari   | Wim Kan                     | Oudejaarsavond 1973                        |                           |
|        | 9 februari   | Wim Kan                     | Oudejaarsavond 1973                        |                           |
|        | 16 februari  | Wim Kan                     | Oudejaarsavond 1973                        |                           |
|        | 23 februari  | Wim Kan                     | Oudejaarsavond 1973                        |                           |
| 43     | 2 maart      | Diverse artiesten           | Den Uyl is in den olie                     | Verzamelalbum             |
| 44     | 9 maart      | Diverse artiesten           | 40 Golden hits                             | Verzamelalbum             |
|        | 16 maart     | Diverse artiesten           | 40 Golden hits                             | Verzamelalbum             |
|        | 23 maart     | Diverse artiesten           | 40 Golden hits                             | Verzamelalbum             |
|        | 30 maart     | Diverse artiesten           | 40 Golden hits                             | Verzamelalbum             |
| 45     | 6 april      | Wim Sonneveld / Willem Duys | Muziek Mozaïek 10 Maart 1974               |                           |
|        | 13 april     | Wim Sonneveld / Willem Duys | Muziek Mozaïek 10 Maart 1974               |                           |
|        | 20 april     | Wim Sonneveld / Willem Duys | Muziek Mozaïek 10 Maart 1974               |                           |
|        | 27 april     | Wim Sonneveld / Willem Duys | Muziek Mozaïek 10 Maart 1974               |                           |
| 46     | 4 mei        | Soundtrack                  | Jesus Christ Superstar                     |                           |
|        | 11 mei       | Soundtrack                  | Jesus Christ Superstar                     |                           |
|        | 18 mei       | Soundtrack                  | Jesus Christ Superstar                     |                           |
| 47     | 25 mei       | The Cats                    | Love in your eyes                          |                           |
| 46     | 1 juni       | Soundtrack                  | Jesus Christ Superstar                     |                           |
| 47     | 8 juni       | The Cats                    | Love in your eyes                          |                           |
|        | 15 juni      | The Cats                    | Love in your eyes                          |                           |
| 48     | 22 juni      | Diverse artiesten           | Alle 13 goed 7                             | Verzamelalbum             |
|        | 29 juni      | Diverse artiesten           | Alle 13 goed 7                             | Verzamelalbum             |
|        | 6 juli       | Diverse artiesten           | Alle 13 goed 7                             | Verzamelalbum             |
| 49     | 13 juli      | Diverse artiesten           | Radio Veronica's 40 all time greatest hits | Verzamelalbum             |
|        | 20 juli      | Diverse artiesten           | Radio Veronica's 40 all time greatest hits | Verzamelalbum             |
|        | 27 juli      | Diverse artiesten           | Radio Veronica's 40 all time greatest hits | Verzamelalbum             |
|        | 3 augustus   | Diverse artiesten           | Radio Veronica's 40 all time greatest hits | Verzamelalbum             |
| 50     | 10 augustus  | Robert Long                 | Vroeger of later                           |                           |
|        | 17 augustus  | Robert Long                 | Vroeger of later                           |                           |
|        | 24 augustus  | Robert Long                 | Vroeger of later                           |                           |
|        | 31 augustus  | Robert Long                 | Vroeger of later                           |                           |
|        | 7 september  | Robert Long                 | Vroeger of later                           |                           |
| 51     | 14 september | George McCrae               | Rock your baby                             |                           |
|        | 21 september | George McCrae               | Rock your baby                             |                           |
|        | 28 september | George McCrae               | Rock your baby                             |                           |
|        | 5 oktober    | George McCrae               | Rock your baby                             |                           |
|        | 12 oktober   | George McCrae               | Rock your baby                             |                           |
|        | 19 oktober   | George McCrae               | Rock your baby                             |                           |
|        | 26 oktober   | George McCrae               | Rock your baby                             |                           |
| 52     | 2 november   | Elvis Presley               | Elvis forever                              |                           |
| 53     | 9 november   | Diverse artiesten           | Wereldsterren geven voor leven             | Verzamelalbum             |
|        | 16 november  | Diverse artiesten           | Wereldsterren geven voor leven             | Verzamelalbum             |
|        | 23 november  | Diverse artiesten           | Wereldsterren geven voor leven             | Verzamelalbum             |
|        | 30 november  | Diverse artiesten           | Wereldsterren geven voor leven             | Verzamelalbum             |
|        | 7 december   | Diverse artiesten           | Wereldsterren geven voor leven             | Verzamelalbum             |
|        | 14 december  | Diverse artiesten           | Wereldsterren geven voor leven             | Verzamelalbum             |
|        | 21 december  | Diverse artiesten           | Wereldsterren geven voor leven             | Verzamelalbum             |
|        | 28 december  | geen LP Top 50 verschenen   | geen LP Top 50 verschenen                  | geen LP Top 50 verschenen |

Lijsten van nummer 1-albums in de Nederlandse Album Top 100

1969 ·
1970 ·
1971 ·
1972 ·
1973 ·
1974 ·
1975 ·
1976 ·
1977 ·
1978 ·
1979 ·
1980 ·
1981 ·
1982 ·
1983 ·
1984 ·
1985 ·
1986 ·
1987 ·
1988 ·
1989 ·
1990 ·
1991 ·
1992 ·
1993 ·
1994 ·
1995 ·
1996 ·
1997 ·
1998 ·
1999 ·
2000 ·
2001 ·
2002 ·
2003 ·
2004 ·
2005 ·
2006 ·
2007 ·
2008 ·
2009 ·
2010 ·
2011 ·
2012 ·
2013 ·
2014 ·
2015 ·
2016 ·
2017 ·
2018 ·
2019 ·
2020 ·
2021 ·
2022 ·
2023 ·
2024 ·
2025

Lijsten van nummer 1-albums van de Stichting Nederlandse Top 40

1969 ·
1970 ·
1971 ·
1972 ·
1973 ·
1974 ·
1975 ·
1976 ·
1977 ·
1978 ·
1979 ·
1980 ·
1981 ·
1982 ·
1983 ·
1984 ·
1985 ·
1986 ·
1987 ·
1988 ·
1989 ·
1990 ·
1991 ·
1992 ·
1993 ·
1994 ·
1995 ·
1996 ·
1997 ·
1998 ·
1999 ·
2011 ·
2012 ·
2013 ·
2014 ·
2015
- Nederland
- Nederland (LP Top 20/50)